# Óscar Tordera Iñesta
Óscar Tordera Iñesta (Alacant, 11 de juny del 1899 - 1972) fou un mestre concertador i compositor alacantí.
La seua primerenca vocació musical li va espentar a realitzar els primers aprenentatges de violí i piano en la seua ciutat natal, Alacant. Quan només comptava amb catorze anys, de la mà de la seua professora de música Ángeles Espinosa va donar el seu primer concert de violí a la cocatedral de Sant Nicolau de Bari d'Alacant. Va marxar a Madrid als disset anys per cursar estudis d'harmonia, direcció i composició al Real Conservatori de Música, tenint entre els seus professors Conrado del Campo. Des de l'any 1922 va ser músic del teatre Apolo de Madrid sent company de faristol de Jacinto Guerrero, amb qui va mantenir una entranyable amistat durant tota la seua vida. Posteriorment va formar part, com a mestre concertador, de diverses companyies, entre elles la de Pedro Barreto, que va dirigir a Madrid i a les principals ciutats d'Espanya.
Ja de retorn a Alacant es va establir a Crevillent com a mestre de música i va crear una escola a instàncies de l'ajuntament. Al mateix temps va fundar un quadre infantil en el qual la cultura musical era part d'una visió de la formació i educació de la persona per a la societat.Gran admirador de les veus crevillentines va aportar el seu coneixement a l'activitat coral formant part en la creació de «Els Rabinos». Va col·laborar a la direcció de diverses corals de la població com la Crevillentina o la de Catifes Imperial. Entre la seua obra es troben cançons tan vinculades a aquesta població com a «L'Estoreta», «Mujer Crevillentina», «Entre Naranjos», «Havanera del Pinet», etc. Com a conseqüència d'aquesta estreta relació, Óscar Tordera estableix uns forts vincles amb aquest poble, bressol de música, veus i tradicions musicals.
El 1941 va ser contractat per l'ajuntament de Banyeres de Mariola com a mestre i director de música, on també va crear escola i va dirigir la banda municipal de 1941 a 1943: La Filharmònica, els assajos de la qual es realitzaven a la placeta de la Malva (actual nombre 9). A més, en aquella època, sota l'adreça de Tordera es va organitzar una companyia de sarsueles amb els afeccionats del teatre i els propis músics de la banda. Per a Banyeres va escriure, entre altres composicions perdudes en els anys, un himne que encara és interpretat per les bandes i cors d'aquesta localitat del que recentment s'han recuperat les anotacions originals de la seua partitura: «Bañeres Himno», amb lletra de Josep Berenguer. El 25 de març de 2012 la família del compositor va cedir els drets d'autor i el manuscrit original al poble de Banyeres.
Pel seu caràcter, sempre va agradar de la música amb arrels festeres i populars i va crear peces de marxa i pasdobles, tant per a les comparses de moros i cristians de Banyeres, com per a algunes de les poblacions de la comarca. cal destacar el pasdoble «El Sastre», que va compondre per a la comparsa de Contrabandistes de Bocairent. Aquesta peça musical tan coneguda en la localitat veïna, ja que és un clàssic en les seues festes, la va dedicar al sastre Montagud, conegut popularment com a «Paireles», amb qui tenia una gran amistat, motiu pel qual també va escriure i va brindar la seua coneguda tornada.
Al llarg de la seua vida va tindre una relació directa amb el teatre fet en valencià a Alacant, ja que era descendent d'un dels seus precursors, Francesc Tordera i Lledó. Va mantenir una constant proximitat amb els músics alacantins més vinculats a la música del món foguerer, entre ells els mestres: José Ferrándiz Torremocha, Torregrosa, Alfosea, Davia, etc. Va escriure pasdobles per a la foguera del barri de Santa Isabel: «La que més pita», amb lletra de Ferrándiz Torremocha, «Els chics de la comissió» per a la foguera de Pérez Galdós, «Altossano», «Nit de llamps i trons» i «Nit en la Alhambra», amb sabor morisc, tant del grat de grans compositors. Així mateix és autor de les partitures dels sainets lírics «Regal de Mare» i «La Cigarrera».
Discografia
- Habaneras (1999) per la coral Rabinos[7]

## Reconeixement
El juliol de 2018, l'ajuntament d'Alacant va decidir dedicar-li una plaça, al marc d'una campanya de substució de topònims dedicats a franquistes.